# یواس‌اس منشا (وای‌تی‌بی-۷۷۳)
یواس‌اس منشا (وای‌تی‌بی-۷۷۳) (به انگلیسی: USS Menasha (YTB-773)) یک کشتی است. این کشتی در سال ۱۹۶۴ ساخته شد.